# Лесная улица (Дзержинский)
Лесна́я улица — одна из основных улиц подмосковного города Дзержинский, проходящая по его центру.

## Описание
Начинается в центре города, проходит от площади Дмитрия Донского (на пересечении с улицей Ленина), идёт на восток, пересекает улицу Лермонтова / Лазуринский бульвар, далее слева к ней примыкает Угрешская улица, а справа — Дзержинская улица и Томилинская улицы. Протяжённость основного участка — от площади Дмитрия Донского до пересечения с Дзержинской улицей — составляет 1,57 км. Далее меняет направление на юго-восточное, к северо-востоку от улицы находится Томилинский лесопарк. Заканчивается у проходной территории «Лес» ФГУП ФЦДТ «Союз».

## Примечательные здания и сооружения
В 2000-х годах на улице появилось много современных зданий, в то же время асфальтовые тротуары были заменены плиточными с оригинальным орнаментом.
Основные здания и сооружения:
- фонтан на Лесной
- памятник Дмитрию Донскому
- мемориал мэру города Дзержинский В. И. Доркину
- дом 3 — Лицей «Парус»
- дом 4 — торговый центр («Магнит», «Теремок», «Альфа-Банк»)
- дом 5 — Сбербанк России
- дом 18 — ТЦ «Регион»
- дом 23 — поликлиника, МСЧ № 152
- дом 40 — клуб верховой езды «Аргамак»
- дом 44 — проходная ФГУП ФЦДТ «Союз»